# 瑪麗·沃爾科特
瑪麗·沃爾科特（1675年7月5日－早於1752年？）是美國塞勒姆審巫案的原告之一，在審巫案當時年僅16－17歲。沃爾科特是所謂「受折磨女孩」的其中一人，當時在女孩們身上出現了奇怪的症狀，據說這是有人對她們施展巫術所致。

## 早年與塞勒姆審巫案

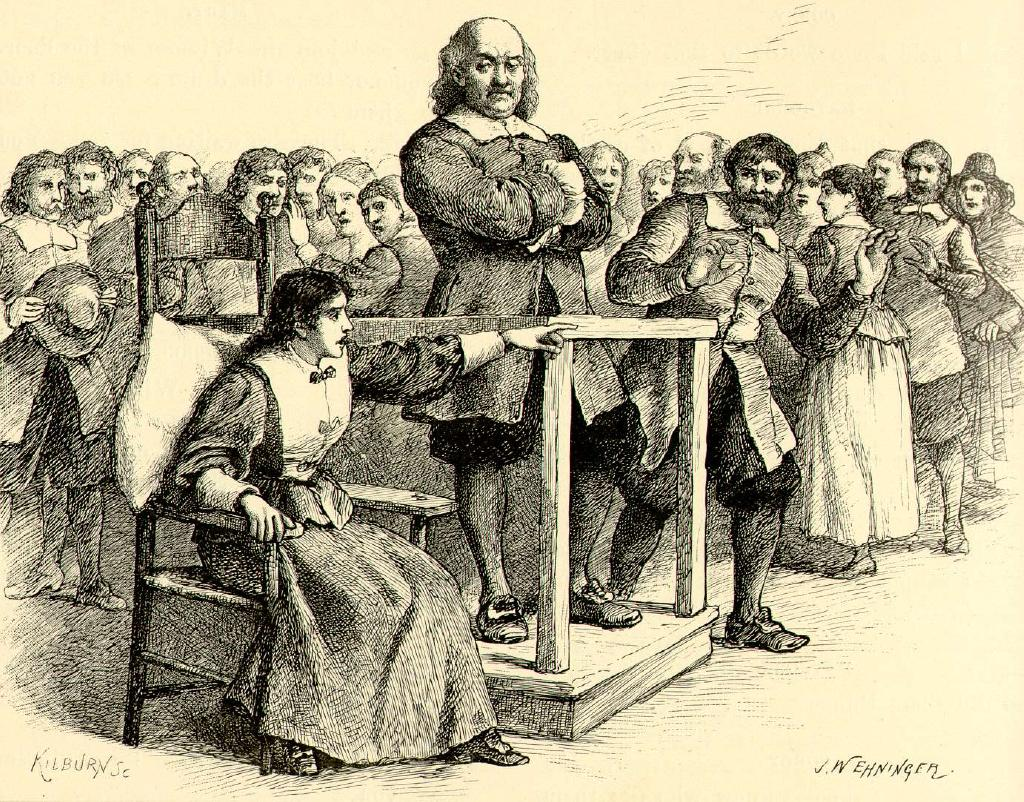
瑪麗·沃爾科特指控他人

瑪麗·沃爾科特於1675年7月5日出生，父親是喬納森·沃爾科特上尉（Captain Jonathan Walcott；1639年－1699年），母親也叫瑪麗·沃爾科特（Mary Walcott，舊姓西布利；1644年－1683年）。瑪麗的舅舅是塞繆爾·西布利（Samuel Sibley／Sibly；1657年－1708年），舅媽是瑪麗·西布利（舊姓沃爾科特）。
1692年年初，審巫案案發時，瑪麗·沃爾科特只有16歲。她的舅媽瑪麗·西布利是第一個向提圖芭和她的丈夫約翰·印第安（John Indian）展示要如何烘焙一塊女巫蛋糕並餵給狗吃的人，西布利這麼做是為了要查明提圖芭他們到底是不是施術害女孩們受折磨的元凶。
約瑟夫·B·費爾特（Joseph B. Felt）在1849年版《塞勒姆年鑑》（The Annals of Salem）第2卷476頁引用了這段話（來自鎮上的紀錄）：
1692年3月11日 – 「塞繆爾·西布利的妻子瑪麗，暫時被禁止和那裏的教會有所交流，這是因為她向約翰（提圖芭的丈夫）給出了上述所提到的實驗的建議，在瑪麗供認她的動機是清白的之後，這項禁令即被解除。」

## 婚姻生活與晚年
瑪麗·沃爾科特於1696年4月28日嫁給了艾薩克·法拉（Isaac Farrar），其為約翰·法拉之子，來自沃本。他們生了幾個孩子，最後搬到了湯森居住。瑪麗的第二段婚姻發生在1701年，她在薩頓嫁給了大衛·哈伍德（David Harwood），她和哈伍德生下了九個孩子：
1. 瑪麗·哈伍德（約1702年出生，約1753年逝世）
2. 艾瑪·哈伍德（約1705年出生，1728年5月23日和Ebenezer Macintyre結婚）
3. 漢娜·哈伍德（約1706年出生，約1752年和Ebenezer Twiss結婚）
4. 大衛·哈伍德（約1708年出生在塞勒姆，1781年8月22日於薩頓逝世，1730或1731年的3月13日在塞勒姆和Margaret Cox結婚）
5. 伊莉莎白·哈伍德（約1711年出生，約1738年逝世，1734年10月和Benjamin Moulton結婚）
6. 埃茲拉·哈伍德（約1715年出生）
7. 愛麗絲·哈伍德（約1720年出生在塞勒姆，1743年8月12日和Jonathan Nourse Jr.結婚）
8. 押沙龍·哈伍德（約1723年出生，1748年9月23日和Anna Boyce結婚）
9. 所羅門·哈伍德（約1725年出生，1748年12月20日和Abagail Phelps結婚，1752年12月4日和Sarah Taylor結婚）

哈伍德夫婦大約在1729年搬到了麻薩諸塞州薩頓，並將他們大多數的孩子留在了塞勒姆。大衛·哈伍德是一名職業織布工，他的逝世時間早於1744年。瑪麗·沃爾科特·哈伍德的逝世時間可能早於1752年。

## 外部連結
- 維吉尼亞大學：塞勒姆審巫案 （页面存档备份，存于）